# Spirala de aur

Spirala lui Fibonacci, o aproximare a spiralei de aur

În geometrie, spirala de aur este o spirală logaritmică având factorul de creștere  {\displaystyle \varphi ={\frac {1+{\sqrt {5}}}{2}}\simeq 1,618}  (secțiunea de aur).